# دایره تین-اساکو
دایره تین-اساکو (به لاتین: Tin-Essako Cercle) یک منطقهٔ مسکونی در مالی است که در استان کیدال واقع شده‌است. دایره تین-اساکو ۳۹٬۰۰۰ کیلومتر مربع مساحت و ۷٬۹۷۶ نفر جمعیت دارد.